# MTV Movie Awards 2006
Confira os vencedores (em negrito) e os indicados ao MTV Movie Awards 2006.

## Melhor Filme
- Batman Begins (Batman Begins)
- King Kong (King Kong)
- Sin City (Sin City - A Cidade do Pecado)
- O Virgem de 40 Anos
- Wedding Crashers (Penetras Bons de Bico)

## Melhor Atuação
- Jake Gyllenhaal (Brokeback Mountain)
- Joaquin Phoenix (Walk the Line)
- Rachel McAdams (Red Eye)
- Reese Whiterspoon (Walk the Line)
- Steve Carell (The 40-Year-Old Virgin)
- Terrence Howard (Hustle & Flow)

## Melhor Revelação
- Andre Benjamin (Four Brothers)
- Isla Fisher (Wedding Crashers)
- Jennifer Carpenter (The Exorcism of Emily Rose)
- Nelly (The Longest Yard)
- Romany Malco (The 40-Year-Old Virgin)
- Taraji Henson (Hustle & Flow)

## Melhor Elenco
- Daniel Radcliffe, Emma Watson e Rupert Grint (Harry Potter and the Goblet of Fire)
- Jessica Alba, Ioan Gruffudd, Chris Evans e Michael Chiklis (Fantastic Four)
- Johnny Knoxville, Seann William Scott e Jessica Simpson (The Dukes of Hazzard)
- Steve Carell, Paul Rudd, Romany Malco e Seth Rogen (The 40-Year-Old Virgin)
- Owen Wilson e Vince Vaughn (Wedding Crashers)

## Melhor Luta
- Angelina Jolie e Brad Pitt (Mr. and Mrs. Smith)
- "Elisha Cuthbert e Brian Van Holt" ("House of Wax")
- Ewan McGregor e Hayden Christensen (Star Wars: Episode 3 - Revenge of the Sith)
- Kong contra os aviões (King Kong)
- Stephen Chow contra Gangue Axe (Gong Fu)

## Melhor Atuação Sexy
- Beyoncé Knowles (The Pink Panther)
- Jessica Alba (Sin City)
- Jessica Simpson (The Dukes of Hazzard)
- Rob Schneider (Deuce Bigalow: European Gigolo)
- Zhang Ziyi (Memoirs of a Geisha)

## Melhor Beijo
- Angelina Jolie e Brad Pitt (Mr. and Mrs. Smith)
- Anna Faris e Chris Marquette (Just Friends)
- Jake Gyllenhaal e Heath Ledger (Brokeback Mountain)
- Rosario Dawson e Clive Owen (Sin City)
- Terrence Howard e Taraji Henson (Hustle & Flow)

## Melhor Herói
- Christian Bale (Batman Begins)
- Daniel Radcliffe (Harry Potter and the Goblet of Fire)
- Ewan McGregor (Star Wars: Episode 3 - Revenge of the Sith)
- Jessica Alba (Fantastic Four)
- Kate Beckinsale (Underworld: Evolution)

## Melhor Vilão
- Cillian Murphy (Batman Begins)
- Hayden Christensen (Star Wars: Episode 3 - Revenge of the Sith)
- Ralph Fiennes (Harry Potter and the Goblet of Fire)
- Tilda Swinton (The Chronicles of Narnia: The Lion, the Witch and the Wardrobe)
- Tobin Bell (Saw 2)

## Melhor Comediante
- Adam Sandler (The Longest Yard)
- Owen Wilson (Wedding Crashers)
- Steve Carell (The 40-Year-Old Virgin)
- Tyler Perry (Madea's Family Reunion)
- Vince Vaughn (Wedding Crashers)

## Melhor Atuação Assustada
- Dakota Fanning (War of the Worlds)
- Derek Richardson (Hostel)
- Jennifer Carpenter (The Exorcism of Emily Rose)
- Paris Hilton (House of Wax)
- Rachel Nicows (The Amityville Horror)

## Melhor Cineasta Estudante
- Jarrett Slavin (The Spiral Project)
- Joshua Caldwell (The Beautiful Life)
- Landon Zakheim (The Fabulous Felix McCabe)
- Sean Mullin (Sadiq)
- Stephen Reedy (Undercut)